# آيت سيدي احمد أوحماد (الحمام)
آيت سيدي احمد أوحماد هي إحدى مشيخات المملكة المغربية، تتبع جغرافيا لإقليم خنيفرة وإداريًا لالحمام. يقدر عدد سكانها بـ 1022 نسمة حسب الإحصاء الرسمي للسكان والسكنى لسنة 2004.